# Kitkowiec
Kitkowiec (Eliurus) – rodzaj ssaków z podrodziny malgaszomyszy (Nesomyinae) w obrębie rodziny malgaszomyszowatych (Nesomyidae).

## Zasięg występowania
Rodzaj obejmuje gatunki występujące endemicznie na Madagaskarze.

## Morfologia
Długość ciała (bez ogona) 101–164 mm, długość ogona 119–195 mm; masa ciała 21,5–101 g.

## Systematyka
Rodzaj zdefiniował w 1885 roku francuski zoolog Alphonse Milne-Edwards w artykule poświęconym opisowi nowego gatunku gryzoni z Madagaskaru, opublikowanym w czasopiśmie Annales des Sciences Naturelles. Gatunkiem typowym jest (oznaczenie monotypowe) kitkowiec pilchowaty (E. myoxinus).

### Etymologia
Eliurus: gr. έλειος heleios ‘gatunek gryzonia’, być może popielica; ουρα oura ‘ogon’.

### Podział systematyczny
Do rodzaju należą następujące gatunki:
| Grafika | Gatunek              | Autor i rok opisu                                          | Nazwa zwyczajowa        | Podgatunki         | Rozmieszczenie geograficzne                                                                           | Podstawowe wymiary                                  | Status IUCN |
| ------- | -------------------- | ---------------------------------------------------------- | ----------------------- | ------------------ | --- | --------------------------------------------------- | ----------- |
|         | Eliurus grandidieri  | Carleton & Goodman, 1998                                   | kitkowiec stokowy       | gatunek monotypowy | Płaskowyż Centralny                                                                                   | DC: 15,6–17,2 cm DO: 14,9–19,9 cm MC: 98–128 g      | LC          |
|         | Eliurus tsingimbato  | Jansa, Carleton, Soarimalala, Rakotomalala & Goodman, 2019 |                         | gatunek monotypowy | zachodnie suche lasy liściaste (prowincja Mahajanga)                                                  | DC: 14–16 cm DO: 14–19,5 cm MC: brak danych         | NE          |
|         | Eliurus ellermani    | Carleton, 1994                                             | kitkowiec reliktowy     | gatunek monotypowy | znany z 2 oddzielnych stanowisk (na północny zachód od Maroantsetry, Lohariandava)                    | DC: około 15,2 cm DO: około 17,7 cm MC: około 100 g | DD          |
|         | Eliurus tanala       | Forsyth Major, 1986                                        | kitkowiec malgaski      | gatunek monotypowy | wilgotne lasy od północnej części Płaskowyżu na południe do Parku Narodowego Andohahela               | DC: 14–15,9 cm DO: 15,2–19,4 cm MC: 66–97 g         | LC          |
|         | Eliurus myoxinus     | Milne-Edwards, 1885                                        | kitkowiec pilchowaty    | gatunek monotypowy | wilgotne lasy na północy do suchych lasów i kolczastych formacji krzewiastych na zachodzie i południu | DC: 11,7–13,6 cm DO: 12,5–16,7 cm MC: 51–75 g       | LC          |
|         | Eliurus minor        | Forsyth Major, 1896                                        | kitkowiec madagaskarski | gatunek monotypowy | od Montague d’Ambre na południe do gór Anosyennes i Vohimena                                          | DC: 10,1–12,4 cm DO: 11,9–13,7 cm MC: 21–49 g       | LC          |
|         | Eliurus webbi        | Ellerman, 1949                                             | kitkowiec norowy        | gatunek monotypowy | wilgotne lasy na północy i wschodzie                                                                  | DC: 14–15,9 cm DO: 16,1–18,6 cm MC: 66–97 g         | LC          |
|         | Eliurus petteri      | Carleton, 1994                                             | kitkowiec nizinny       | gatunek monotypowy | znany tylko z lasów prowincji Toamasina                                                               | DC: około 13,3 cm DO: około 19,1 cm MC: około 74 g  | EN          |
|         | Eliurus antsingy     | Carleton, Goodman & Rakotondravony, 2001                   | kitkowiec ankaranański  | gatunek monotypowy | lasy w wapiennym regionie tsingy w centralno-zachodniej części kraju (obszar rezerwatu Kasijy)        | DC: 14,2–15,3 cm DO: 15,3–19,5 cm MC: 87–101 g      | DD          |
|         | Eliurus carletoni    | Goodman, Raheriarisena & Jansa, 2009                       | kitkowiec samotny       | gatunek monotypowy | suchy las liściasty na dalekiej północy                                                               | DC: 14,3–15 cm DO: 16,4–18,3 cm MC: 88–89 g         | LC          |
|         | Eliurus majori       | O. Thomas, 1895                                            | kitkowiec dżunglowy     | gatunek monotypowy | od Montagne d’Ambre na południe do Parku Narodowego Andohahela                                        | DC: 13,8–16,4 cm DO: 15–19,2 cm MC: 56–93 g         | LC          |
|         | Eliurus penicillatus | O. Thomas, 1908                                            | kitkowiec białoogonowy  | gatunek monotypowy | las Ampitambe, Ankerena                                                                               | DC: około 14,5 cm DO: około 16,9 cm MC: około 70 g  | EN          |
|         | Eliurus danieli      | Carleton & Goodman, 2007                                   | kitkowiec skryty        | gatunek monotypowy | południowy Płaskowyż Centralny (Park Narodowy Isalo)                                                  | DC: 15–15,2 cm DO: 17,9–19,2 cm MC: 91–100 g        | LC          |

Kategorie IUCN:  LC  – gatunek najmniejszej troski,  EN  – gatunek zagrożony,  DD  – gatunki o nieokreślonym stopniu zagrożenia;  NE  – gatunki niepoddane jeszcze ocenie.